# White Wolf
White Wolf Publishing AB ist ein Pen-&-Paper-Rollenspiel- und Romanverlag mit Sitz in Schweden. Er ist vor allem bekannt als Urheber der sehr erfolgreichen Rollenspielreihe World of Darkness. Sword & Sorcery, Black Dog Game Factory und Arthaus waren Imprints von White Wolf.

## Geschichte
White Wolf wurde 1991 in Georgia als Zusammenschluss des kleinen Rollenspielverlags Lion Rampant, der sich in finanziellen Schwierigkeiten befand, und des Rollenspielmagazins White Wolf Magazine gegründet. Die Fusion sollte es den Spielemachern von Lion Rampant ermöglichen, einen Kredit bei Druckereien zu erhalten, um die Produktion weiterer Exemplare ihrer Spiele finanzieren zu können. Anschließend wurden die Forderungen mit den Erlösen der Exemplare bedient.
White Wolf entwickelte bereits kurz nach seiner Gründung das Welt der Dunkelheit-Szenario sowie das Storyteller System, das mehrere der hauseigenen Spiele auszeichnet. Zusätzlich zu seinen Rollenspielen veröffentlichte der Verlag auch in der Welt der Dunkelheit angesiedelte Romane und Sammelkartenspiele. White Wolf nutzte DriveThruRPG als seinen exklusiven Vertrieb. Neue Publikationen erschienen als PDF-Download und ggf. als Print-On-Demand-Version. Ältere Bücher, die schon seit langem vergriffen sind, wurden nach und nach in das Print-On-Demand-Angebot aufgenommen.
2006 fusionierte White Wolf mit CCP Games, einem Hersteller von MMORPGs. Zeitgleich wurde angekündigt, dass ein MMORPG zur Welt der Dunkelheit geplant sei. Die Entwicklung an diesem wurde 2014 eingestellt, ohne dass es zu einer Veröffentlichung gekommen wäre.
Auf der GenCon 2012 wurde bekannt gegeben, dass CCP Games die Produktion von Pen-&-Paper-Rollenspielen einstellt. Die eigens gegründete Firma Onyx Path Publishing des vormaligen Creative Directors von White Wolf, Richard Thomas, erhielt von CCP Games die Lizenz für die Produktion von Büchern der Welt der Dunkelheit (classic und new). Weiterhin erwarb die Firma alle Rechte an den Spielreihen Trinity, Adventure! und Aberrant sowie Scion. Onyx Path besitzt allerdings keine Lizenz für Veröffentlichungen zu Mind’s Eye Theatre. Eine Mind’s-Eye-Theatre-Lizenz wurde später an By Night Studios vergeben.
Im Oktober 2015 wurden die Rechte am Markennamen White Wolf und dem damit verbundenen geistigem Eigentum von CCP Games an den schwedischen Verlag Paradox Interactive verkauft. Dieser gründete White Wolf als Tochterunternehmen in Form einer schwedischen Aktiengesellschaft neu. Die Verträge mit den Lizenznehmern bleiben erhalten, das neue Unternehmen soll jedoch stärker die strategische und inhaltliche Weiterentwicklung der Produkte koordinieren. Zudem wird White Wolf selbst neue Romane publizieren. Das zuletzt von White Wolf genutzte Vertriebsmodell über den Print-On-Demand-Dienst DriveThruRPG bleibt erhalten.

## Produkte

### White Wolf
- Exalted
- Scion
- Classic World of Darkness, bestehend aus den Rollenspielreihen
  - Changeling: The Dreaming
  - Dark Ages (beinhaltet im Mittelalter angesiedelte Versionen der anderen Spielreihen)
  - Demon: The Fallen
  - Hunter: The Reckoning
  - Mage: The Ascension
  - Mummy: The Resurrection
  - Orpheus
  - Vampire: The Masquerade
  - Werewolf: The Apocalypse
  - Wraith: The Oblivion
- „neue“ World of Darkness, bestehend aus den Rollenspielreihen
  - Changeling: The Lost
  - Geist: The Sin-Eaters
  - Hunter: The Vigil
  - Mage: The Awakening
  - Mummy: The Curse
  - Promethean: The Created
  - Vampire: The Requiem
  - Werewolf: The Forsaken
- Mind’s Eye Theatre, eine Serie von LARP-Umsetzungen zu Inhalten der Classic World of Darkness und der neuen World of Darkness
- Street Fighter: The Storytelling Game, ein Lizenzprodukt zu den Street-Fighter-Videospielen mit ähnlichem Regelwerk wie World of Darkness.
- Trinity Universe, bestehend aus drei in unterschiedlichen Zeiten angesiedelten Spielen
  - Adventure! (Pulp-Magazin-Helden der 1920er Jahre)
  - Aberrant (Superhelden der nahen Zukunft)
  - Trinity (Science-Fiction)

### Sword & Sorcery Imprint
- Die Rollenspielumsetzung von EverQuest
- Das Pen-and-Paper-Rollenspiel von Warcraft, später World of Warcraft
- d20-kompatible Regeln zur Kampagnenwelt Ravenloft
- englische Version des Rollenspiels Engel, von Feder & Schwert